# FAR Rabat
Die AS FAR, auch FAR Rabat oder FAR de Rabat (arabisch نادي الجيش الملكي, DMG Nādī l-Ǧaiš al-malakī ‚Verein der königlichen Armee‘), ist ein marokkanischer Sportverein aus Rabat. Bekannt ist der Verein hauptsächlich durch seine Fußballmannschaft, die in der höchsten marokkanischen Liga, der Botola Pro (früher GNF 1), spielt. FAR zählt zu den populärsten und  erfolgreichsten Klubs des Landes.
Der Verein ist bislang nie aus der höchsten Spielklasse abgestiegen und gehört zusammen mit Wydad Casablanca und Raja Casablanca zu den drei Großen des marokkanischen Fußballs.

## Geschichte
Die AS FAR wurde am 1. September 1958 auf Initiative des damaligen Kronprinzen Moulay El Hassan gegründet (später bekannt als König Hassan II.), der selbst großer Fußballfan war. Die Gründung erfolgte durch ein Dekret als Oberbefehlshaber der Marokkanischen Königlichen Armee. Die Abkürzung FAR steht für Forces Armées Royales, was auf Deutsch „Königliche Streitkräfte“ bedeutet.

## Erfolge

### National
- Nationale Liga (13):
  - Landesmeister: 1961, 1962, 1963, 1964, 1967, 1968, 1970, 1984, 1987, 1989, 2005, 2008, 2023
  - Vizemeister: 1960, 1971, 1991, 2004, 2006, 2007, 2013, 2024, 2025
- Marokkanischer Pokal (12)
  - Sieger: 1959, 1971, 1984, 1985, 1986, 1999, 2003, 2004, 2007, 2008, 2009, 2020
  - Finalist: 1988, 1990, 1996, 1998, 2012, 2023

### International
- CAF Champions League (1)
  - Sieger: 1985
- CAF Confederation Cup (1)
  - Sieger: 2005
  - Finalist: 2006
- North African Cup of Champions
  - Finalist: 2008

## Ehemalige

### Spieler
- Hamza Igamane (2020–2024)

### Trainer
- Jorvan Vieira (1983–1984)
- Alain Giresse (2001–2003)
- Mohamed Fakhir (mehrfach)
- Nasreddine Nabi (2023–2024)

## Fanszene und Rivalitäten

### Ultrasgruppen und Fanfreundschaften

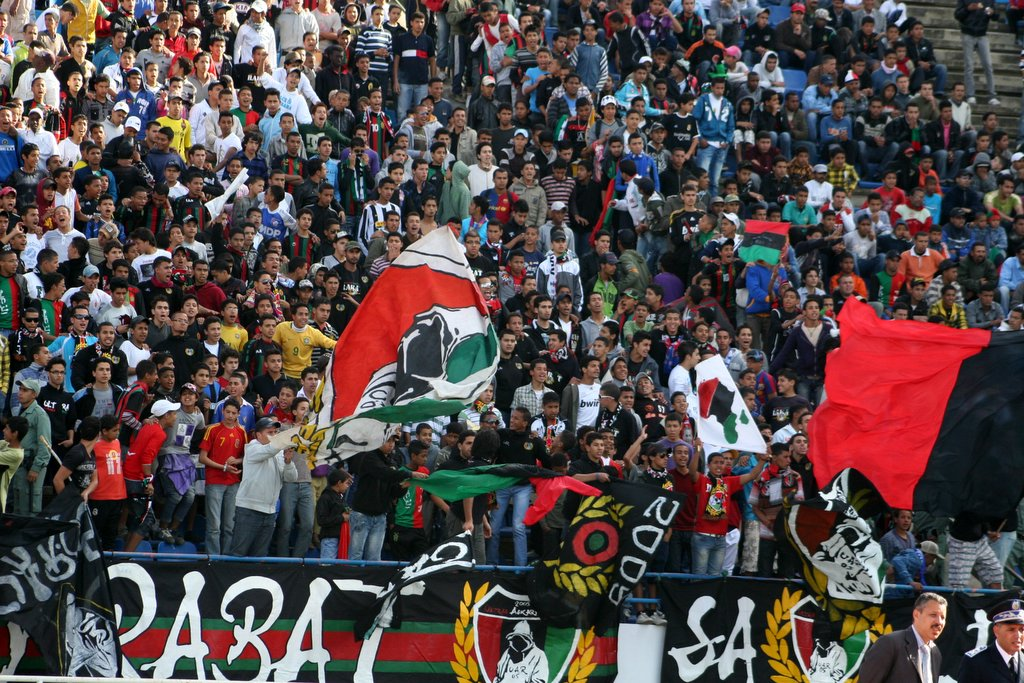
Die Fankurve des FAR Rabat

Die erste organisierte Ultrasgruppe von AS FAR Rabat ist die Ultras Askary Rabat 2005, auch bekannt als UAR05. Sie wurde am 2. Juli 2005 gegründet, mit dem Ziel, die Mannschaft von AS FAR systematisch zu unterstützen.
Die UAR vertreten die Ultras-Kultur und sind bei nahezu allen Spielen präsent, wobei sie mit Bannern, Fahnen, Choreografien und weiteren Aktionen die Mannschaft anfeuern. Am 22. Oktober 2005 traten die UAR erstmals bei einem Auswärtsspiel in Tétouan gegen Maghreb Tétouan in Erscheinung.
Eine Fanfreundschaft besteht insbesondere zwischen den Ultras Askary und der Ultrasgruppe Bardo Boys 2002 des tunesischen Vereins Stade Tunisien. Beide Vereine teilen ähnliche Vereinsfarben und wurden in ihren Anfangsjahren von Monarchen gegründet beziehungsweise gesponsert. Diese gemeinsamen historischen und kulturellen Hintergründe bilden die Grundlage für die bestehende Verbindung zwischen den Fangruppen.
Eine weitere Ultrasgruppe, die Black Army (gegründet 2006), ist ebenfalls für ihre intensive Unterstützung des Vereins bekannt und hat sich im Laufe der Jahre als feste Größe in der Fangemeinschaft etabliert.
Beide Gruppen gelten als Herz der Nordkurve.

### Rivalitäten

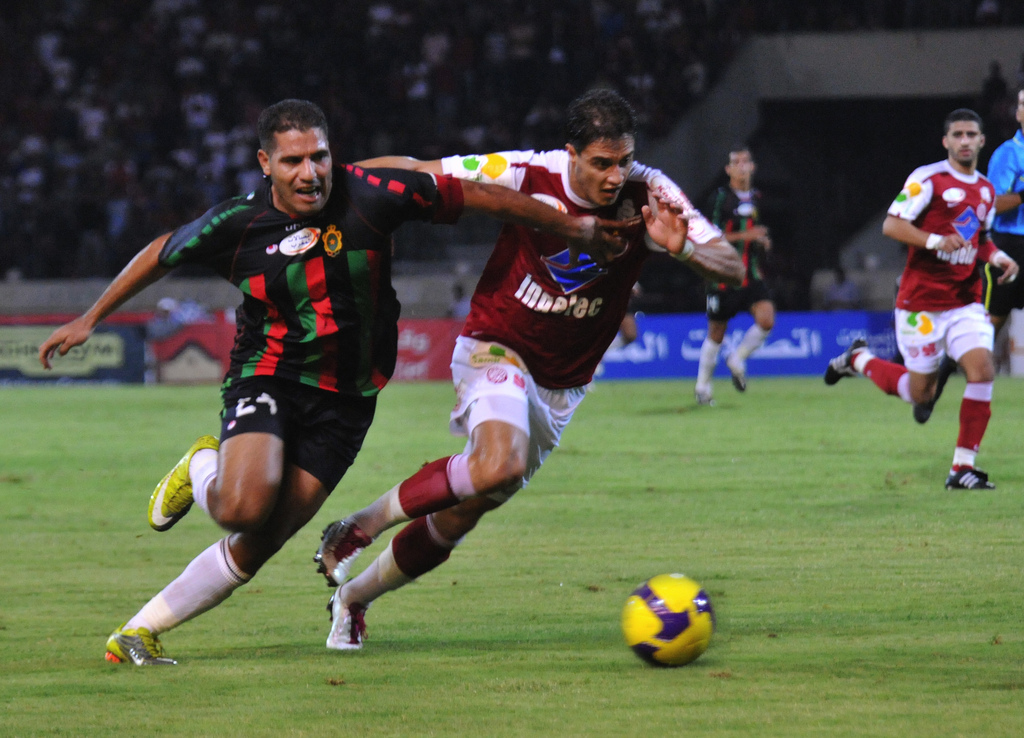
Spielszene aus dem Klassiker gegen Wydad, 2010

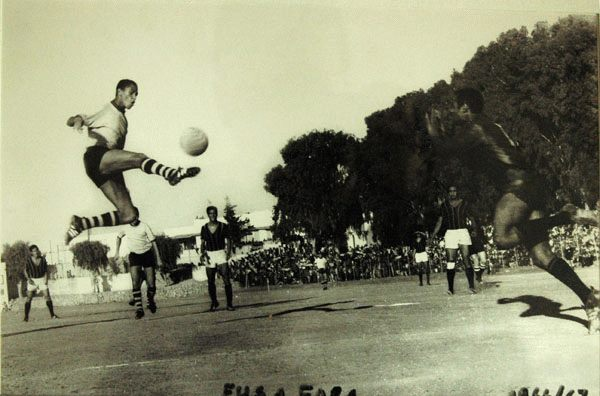
Derby von Rabat gegen FUS, 1967/1968

Nach der Unabhängigkeit Marokkos entbrannte zwischen FAR Rabat und Wydad Casablanca eine intensive Rivalität, die sich in zahlreichen Titelkämpfen manifestierte. Diese fortwährenden Duelle um die Vorherrschaft im nationalen Fußball sind ein zentraler Grund für ihre tief verwurzelte Rivalität. Hinzu kommt die historische Konkurrenz zwischen Casablanca und Rabat, den beiden größten Städten des Landes. Die Begegnung wird oft als marokkanischer Klassiker bezeichnet.
Darüber hinaus gibt es eine lokale Rivalität mit dem Stadtrivalen FUS Rabat, die zwar sportlich weniger bedeutend ist und eine kleinere Fangemeinschaft hat, aber dennoch aufgrund ihrer langen Tradition ein wichtiges Derby darstellt. Das Hauptstadtderby wurde über 120 Mal ausgetragen, wobei der FAR mit über 50 Siegen die bessere Bilanz auf dem Platz vorweisen kann.

## Erfolge des Frauenteams
- Marokkanischer Meister (12)
  - 2013, 2014, 2016, 2017, 2018, 2019, 2020, 2021, 2022, 2023, 2024, 2025
- Pokalsieger (11)
  - 2013, 2014, 2015, 2016, 2017, 2018, 2019, 2020, 2021, 2022, 2023, 2024
- CAF Women’s Champions League
  - Sieger: 2022